# Andrea Arcangeli
Andrea Arcangeli (Pescara, 3 agosto 1993) è un attore italiano.

## Biografia
Dopo aver frequentato il Liceo Artistico di Pescara, frequenta, sempre a Pescara, la scuola di recitazione S.M.O. (Spazi Mentali Occupati), seguendo anche un master di recitazione con Ivana Chubbuck. Sarà Giampiero Mancini, direttore della scuola S.M.O., a dirigere Arcangeli in tutte le sue esperienze teatrali tra il 2009 e il 2014. Arcangeli ottiene il primo ruolo televisivo nel 2012 in una piccola parte nella seconda stagione di Benvenuti a tavola - Nord vs Sud. Nello stesso anno si trasferisce a Roma per studiare Arti e scienze dello spettacolo all'Università La Sapienza e nel 2013 viene scelto per interpretare Benvolio nella miniserie internazionale  Romeo e Giulietta diretta da Riccardo Donna. È lo stesso Riccardo Donna ad affidare ad Arcangeli il personaggio di Michele Tramola (figlio, sullo schermo, di Luciana Littizzetto e Neri Marcorè) nella seconda (2014) e terza (2015) stagione di Fuoriclasse, ruolo precedentemente interpretato da Lorenzo Vavassori. Sempre nel 2015, arriva il primo ruolo cinematografico in Tempo instabile con probabili schiarite di Marco Pontecorvo, al fianco di John Turturro, Carolina Crescentini e Luca Zingaretti.
L'anno successivo vede Arcangeli impegnato sul set della serie di Raiuno Il paradiso delle signore. Nel 2017, dopo il cortometraggio Loris sta bene, giunge il primo ruolo da protagonista assoluto in un lungometraggio: è The Startup, prodotto da Luca Barbareschi e diretto da Alessandro D'Alatri, nella quale Arcangeli interpreta Matteo Achilli, personaggio realmente esistente e fondatore della startup Egomnia, il quale espresse apprezzamento per il film e per l'interpretazione di Arcangeli. Sono dello stesso anno la partecipazione al lungometraggio Dei, esordio alla regia di Cosimo Terlizzi prodotto da Riccardo Scamarcio e l'ingresso nel cast della serie Trust, di produzione statunitense e diretta da Danny Boyle. Oltre a dedicarsi alla recitazione, Arcangeli pratica diversi sport (calcio, snowboard, sci, pallacanestro, nuoto ed atletica) e suona la batteria. Nel 2021 è il protagonista nel film Il Divin Codino, prodotto da Netflix, interpretando il ruolo di Roberto Baggio.. Nel 2022 interpreta il bandito  sardo Bastiano Tansu nel lungometraggio d'esordio di Matteo Fresi, Il muto di Gallura, e anche Yemos, il protagonista della serie televisiva Romulus.

## Filmografia

### Cinema
- Tempo instabile con probabili schiarite, regia di Marco Pontecorvo (2015)
- The Startup, regia di Alessandro D'Alatri (2017)
- Loris sta bene, regia di Simone Bozzelli (2017) - cortometraggio
- Dei, regia di Cosimo Terlizzi (2018)
- Domani è un altro giorno, regia di Simone Spada (2019)
- Il Divin Codino, regia di Letizia Lamartire (2021)
- Il muto di Gallura, regia di Matteo Fresi (2021)
- La donna per me, regia di Marco Martani (2022)
- Come pecore in mezzo ai lupi, regia di Lyda Patitucci (2023)
- Omen - L'origine del presagio (The First Omen), regia di Arkasha Stevenson (2024)
- Io sono Rosa Ricci, regia di Lyda Patitucci (2025)

### Televisione
- Benvenuti a tavola - Nord vs Sud – serie TV (2012)
- Romeo e Giulietta – miniserie TV, 2 puntate (2014)
- Fuoriclasse – serie TV, 16 episodi (2014-2015)
- Il paradiso delle signore – serie TV, 11 episodi (2015-2016)
- Trust, regia di Danny Boyle – serie TV (2018)
- Aldo Moro - Il professore, regia di Francesco Miccichè – film TV, (2018)
- Romulus – serie TV, 18 episodi (2020-2022)

### Web serie
- Fuoriclasse Off, regia di Claudia Nannuzzi  (2015)